# Научно-исследовательский физико-химический институт имени Л. Я. Карпова
Нау́чно-иссле́довательский фи́зико-хими́ческий институт им. Л. Я. Карпова (НИФХИ) — российский научный институт по изучению химической кинетики и катализа, электрохимии, коррозии металлов, радиационной и коллоидной химии, наноматериалов, полимерных материалов, компьютерному моделированию химико-технологических процессов, синтеза лекарств с применением химического и ядерно-химического синтеза. Государственный научный центр (2011), подведомственное Государственной корпорации по атомной энергии «Росатом». Имеет Обнинский филиал Научно-исследовательского физико-химического института имени Л. Я. Карпова (с 1957). Организация по эксплуатации особо радиационно опасных и ядерно опасных производств и объектов, предприятие оборонно-промышленного комплекса России.
Официальные названия:
- 1918 — Центральная химическая лаборатория при ВСНХ
- 1921 — Научно-исследовательский химический институт имени Л. Я. Карпова
- 1931 — Научно-исследовательский физико-химический институт имени Л. Я. Карпова (НИФХИ)
- 1994 — Государственный научный центр НИФХИ в структуре Государственной корпорации по атомной энергии «Росатом».

## История

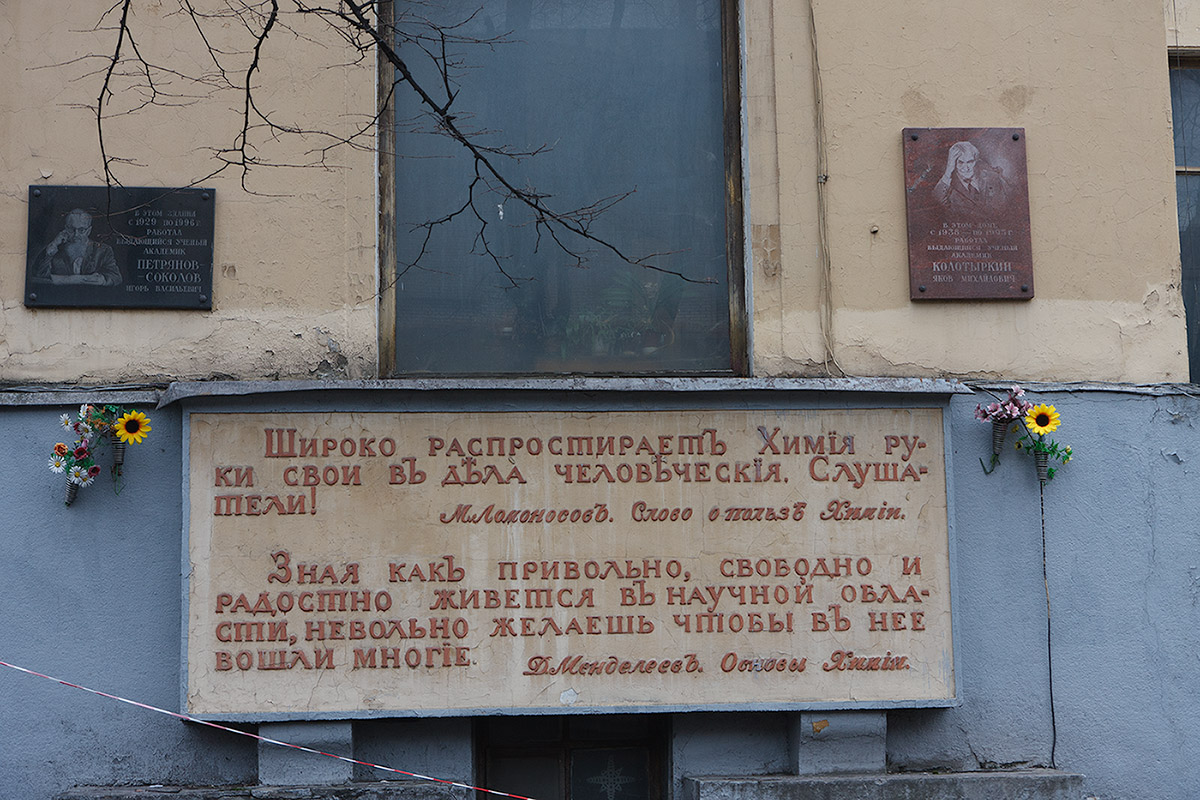
Лабораторный корпус НИФХИ им. Л. Я. Карпова, табличка, 2012

Создан в 1918 году как Центральная химическая лаборатория Высшего совета народного хозяйства (ВСНХ) СССР (с 1931 — институт). Основателем лаборатории был российский химик-технолог и революционер Л. Я. Карпов. Первым директором стал А. Н. Бах — крупный учёный-химик, старый революционер-народник, в то время только что вернувшийся из длительной эмиграции.
В первые годы советской власти учреждению приходилось участвовать в решении разнообразных насущных задач — от разработки методов получения мыла из нефти до бальзамирования тела В. И. Ленина. Институт участвовал в разработке ускоренного способа подготовки угля и торфа для первых в России электростанций (Каширской и Шатурской), усовершенствовании производства синтетического аммиака, организации аналитического обеспечения народного хозяйства и научной экспертизы проектов химических предприятий и др.
В 1930-е годы в Институте сложились крупные научные школы по ряду важнейших направлений физической химии. Академик А. Н. Фрумкин успешно развивал работы по электрохимии и поверхностным явлениям, профессора А. Н. Фукс и И. В. Петрянов вели исследования по аэрозолям; катализом и исследованиями полимеров занимались в лабораториях под руководством академика А. Н. Баха и профессора С. С. Медведева. Успешно развивались работы по изучению строения вещества, химической кинетики, коррозионных процессов. Благодаря глубоким исследованиям этих школ, получившим широкое международное признание, институт на многие годы стал авторитетным научным и организующим центром физико-химической науки в стране.
Во время Великой Отечественной войны в институте создавались материалы и средства защиты от возможного химического нападения, электрохимические взрыватели для морских и сухопутных мин, способы защиты военной техники от коррозии, каталитические обогреватели, способы регенерации воздуха на подводных лодках. За выдающиеся заслуги в науке и успешное выполнение заданий Правительства в 1943 году Научно-исследовательский физико-химический институт имени Л. Я. Карпова был награждён орденом Трудового Красного Знамени.
В послевоенные годы в Институте началось интенсивное развитие новых научных направлений, таких как квантовая и радиационная химия. Институт явился пионером в становлении и развитии современной физической химии. Из его лабораторий выросли многие известные академические и отраслевые научно-исследовательские институты: электрохимии, азотной промышленности, искусственного волокна, катализа, горючих ископаемых, технико-экономических исследований. Но протяжении более чем 40 лет практически бессменным руководителем Института был выдающийся учёный-электрохимик академик Я. М. Колотыркин.
В Карповском институте зародились, а затем успешно развивались многие новые направления в химии и химической технологии. На основе лабораторий института возникли многочисленные научно-исследовательские организации, в том числе:
- Биохимический институт Наркомздрава (1920),
- Центральный институт сахарной промышленности (1927),
- Институт торфа (1928),
- НИИПластмасс (1931),
- Всесоюзный институт искусственного волокна (1931),
- Государственный институт азотной промышленности (1931),
- Электрохиммет (1936),
- НИИТЭХИМ (1958),
- ИЭЛАН СССР (1958),
- Институт катализа СО АН СССР (1963)[6].

## Современная деятельность
- Исследования и разработки по приоритетным направлениям ФЦП
- Синтез новейших лекарственных средств с применением химического и ядерно-химического синтеза.

## Галерея

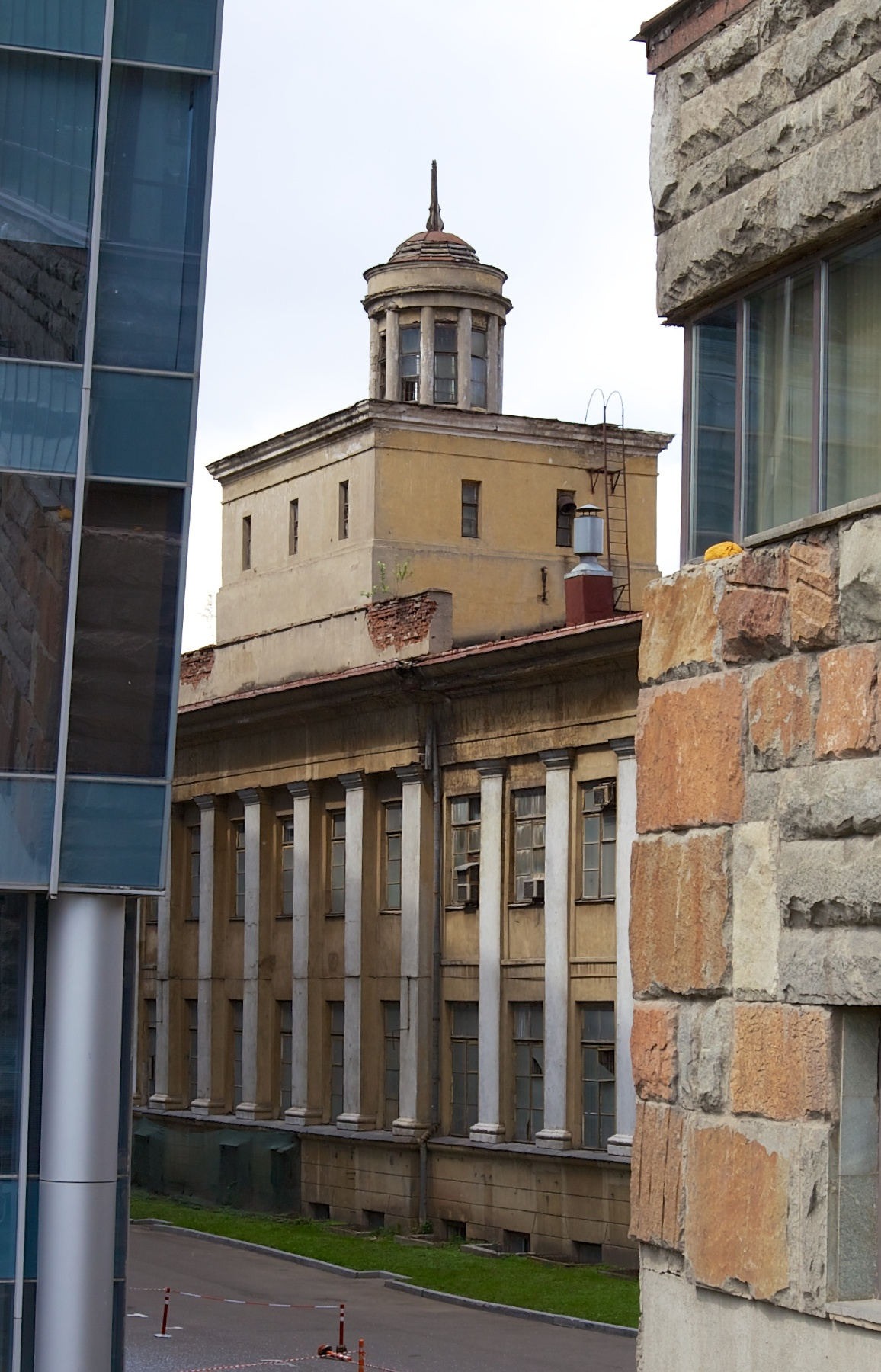
Корпус института, Земляной Вал 50а, стр. 1. 2013
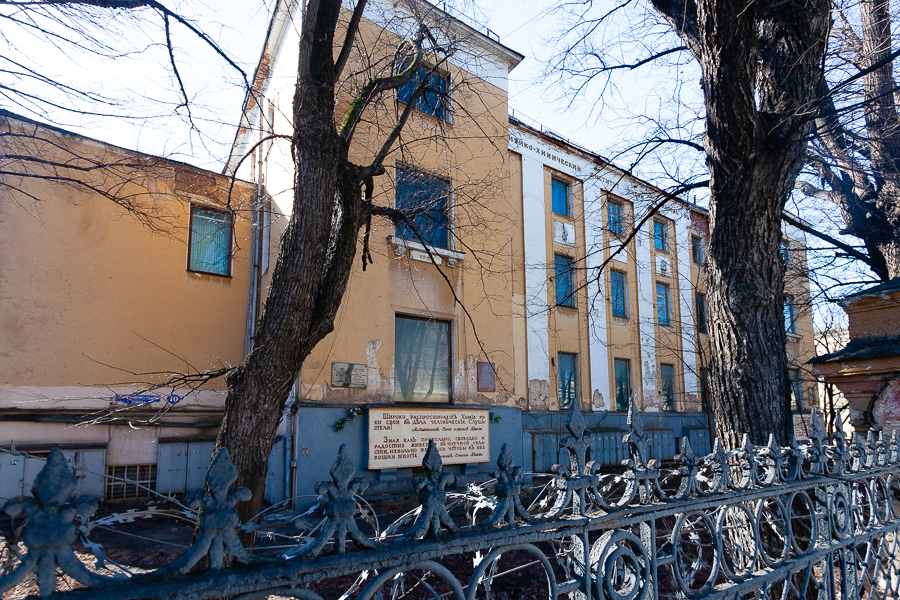
Лабораторный корпус на Воронцовом поле, 2018
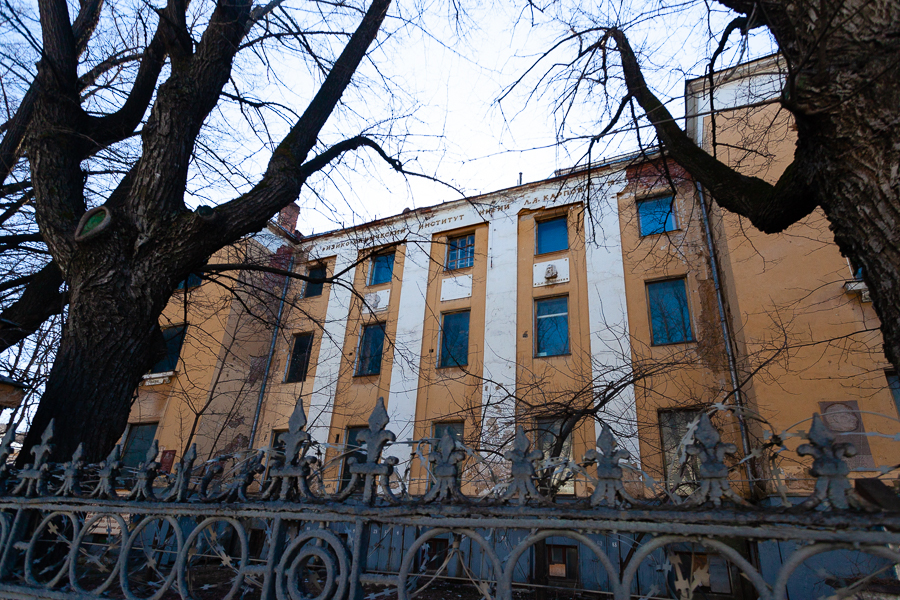
Лабораторный корпус на Воронцовом поле, 2018
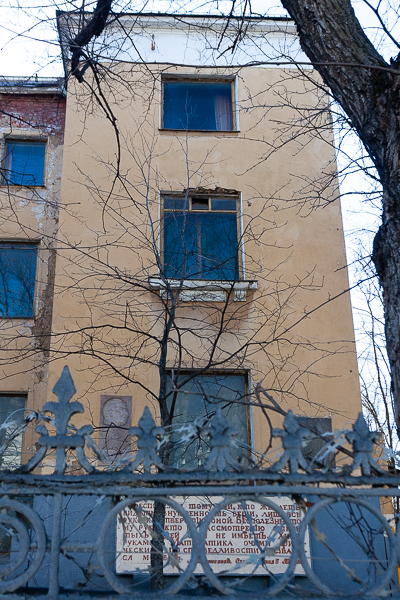
Лабораторный корпус на Воронцовом поле, 2018

## Известные сотрудники института
- Бах, Алексей Николаевич
- Багдасарьян, Христофор Степанович
- Бакеев, Николай Филиппович
- Боресков, Георгий Константинович
- Гейб, Карл-Германн
- Гельман, Ганс
- Жаворонков, Николай Михайлович
- Каргин, Валентин Алексеевич
- Карпов, Владимир Львович
- Кочешков, Ксенофонт Александрович
- Колотыркин, Яков Михайлович
- Медведев, Сергей Сергеевич
- Петрянов-Соколов, Игорь Васильевич
- Сыркин, Яков Кивович
- Фрумкин, Александр Наумович
- Казарновский, Исаак Абрамович
- Овчинников, Александр Анатольевич
- Огородников, Борис Иванович
- Праведников, Андрей Никодимович
- Рабинович, Адольф Иосифович
- Слинько, Михаил Гаврилович
- Соловьёв, Сергей Петрович
- Тёмкин, Менасий Исаакович
- Фельдман, Владимир Исаевич
- Фукс, Николай Альбертович

См. также Сотрудники Научно-исследовательского физико-химического института имени Л. Я. Карпова